# Distriktsrabbinat Burgpreppach
Das Distriktsrabbinat Burgpreppach entstand nach den Vorschriften des bayerischen Judenedikts von 1813 in Burgpreppach, einer Marktgemeinde im unterfränkischen Landkreis Haßberge in Bayern.

## Aufgaben
Die Aufgaben umfassten Beratungen über Schulangelegenheiten, die Verwaltung von Stiftungen und die Verteilung von Almosen. Zur Finanzierung der Distriktsrabbinate wurden Umlagen von den einzelnen jüdischen Gemeinden bezahlt.

## Gemeinden des Distriktsrabbinats
Im 19. Jahrhundert:
- Jüdische Gemeinde Aidhausen
- Jüdische Gemeinde Altenstein
- Jüdische Gemeinde Autenhausen
- Jüdische Gemeinde Burgpreppach
- Jüdische Gemeinde Ermershausen
- Jüdische Gemeinde Höchheim
- Jüdische Gemeinde Hofheim mit Filialgemeinde Lendershausen
- Jüdische Gemeinde Schweinshaupten
- Jüdische Gemeinde Sulzdorf
- Jüdische Gemeinde Trappstadt

Nach einer Neueinteilung der unterfränkischen Rabbinatsbezirke gehörten 1932 zum Distriktsrabbinat Burgpreppach folgende Gemeinden:
- Jüdische Gemeinde Aidhausen
- Jüdische Gemeinde Burgpreppach
- Jüdische Gemeinde Ermershausen
- Jüdische Gemeinde Höchheim
- Jüdische Gemeinde Hofheim
- Jüdische Gemeinde Kleinbardorf
- Jüdische Gemeinde Kleineibstadt
- Jüdische Gemeinde Kleinsteinach
- Jüdische Gemeinde Bad Königshofen
- Jüdische Gemeinde Maroldsweisach
- Jüdische Gemeinde Memmelsdorf
- Jüdische Gemeinde Oberlauringen
- Jüdische Gemeinde Reckendorf
- Jüdische Gemeinde Schweinshaupten

## Distriktsrabbiner

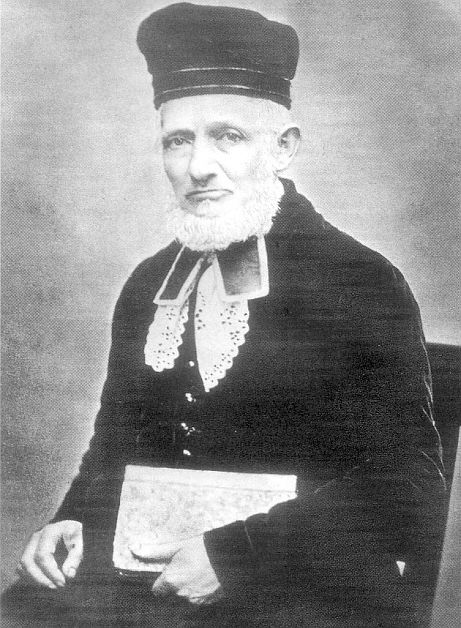
Distriktsrabbiner Josef Gabriel Adler

- 1838–1845: Abraham Adler (1808–1880)
- vor 1848: Josef Gabriel Adler  (1802–1873)
- um 1876: A. Hirsch
- bis 1927: Max Ephraim
- bis 1938: Saul Munk (1899–1969)